# Варвара (община Теарце)
Варвара (мак. Варвара; алб. Varvara) — село в общині Теарце, Північна Македонія. 

## География

Село розташоване в регіоні Долни Полог на східних схилах хребта Шар-Планина на північний схід від Тетово. 

## Історія
В османських податкових реєстрах немусульманського населення вілаєта Kalkandlen від 1626-1627 року в селі Варвара зафіксовано 22 джизія хане (домогосподарств).
Наприкінці XIX століття Варвара була болгарським селом в регіоні Тетово, що належало Османській імперії. Про село писав Андрій Стоянов, який викладав у Тетово з 1886 по 1894: 
|  | Близо при селото има развалини отъ стара църква, дѣто селенитѣ се събиратъ да празднуватъ и колятъ курбанъ иа 26 юлий — Св. Петка. |

За статистикою Василя Канчова (Македония. Етнография и статистика) 1900 року с. Варвара має 220 мешканців, усі болгари-християни.
За даними секретаря Болгарського екзархату Димитара Мішева («La Macédoine et sa Population Chrétienne») 1905 року всі 280 християн-мешканців Варвари є прихожанами екзархату.
На початку Балканської війни 1912 року 2 мешканці Варвари були добровольцями в Македонсько-Адріанопольському корпусі.
За словами Афанасія Селищева, 1929 року Варвара — село в общині Лещок і має 35 будинків з 272 болгарами.
1947 року в селі 9 родин і 40 мешканців.
За даними перепису 2002 року в селі Варвара мешканців не зафіксовано.

## Особи
Уродженці села Варвара
- Еротей Лешочки[bg] (? - 1910) — ігумен Лешоцького монастиря
- Силвестър Лешочки[bg] (1812 - 1882) — ігумен Лещоцького монастиря

## Пам'ятки

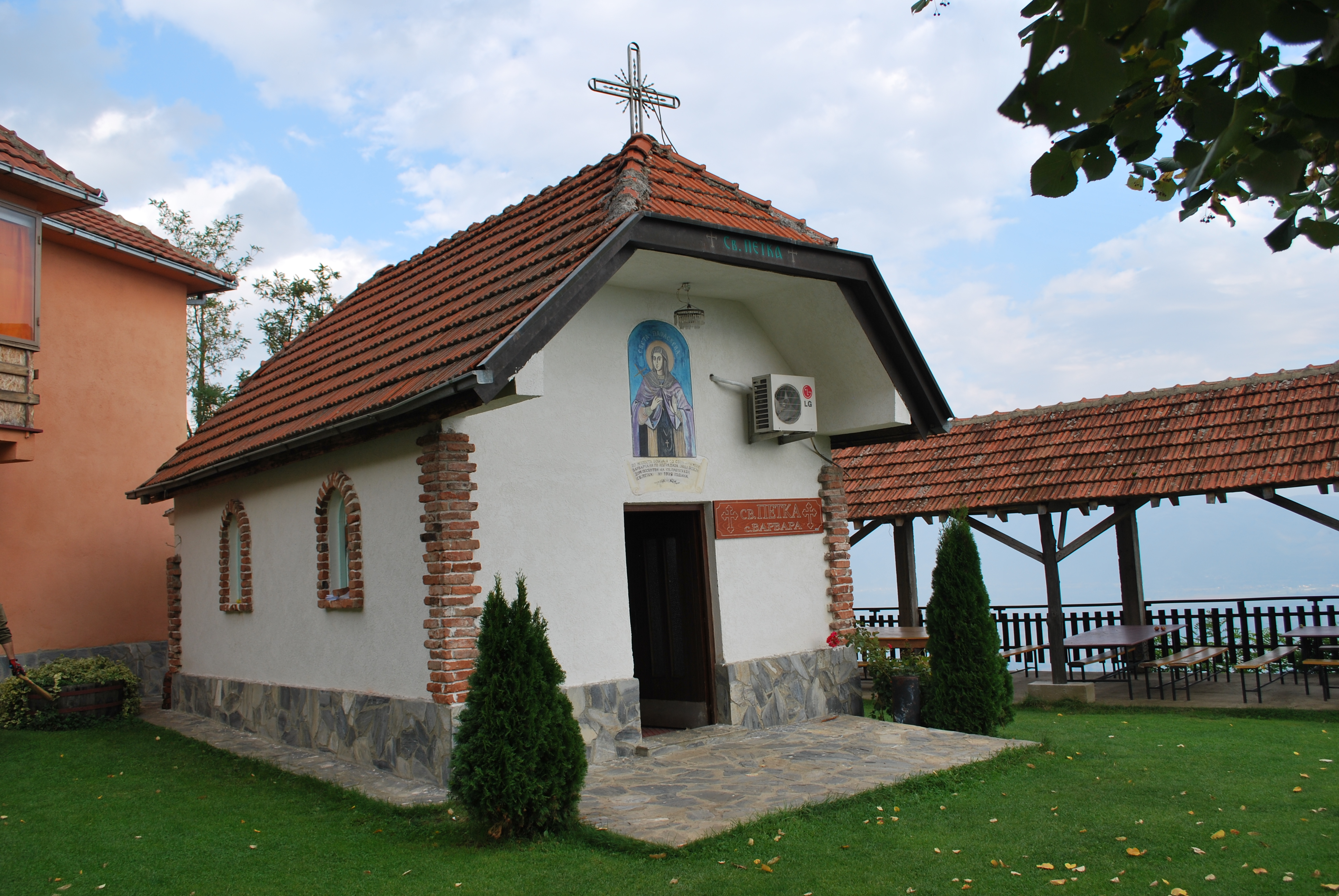
Церква „Св. Петка“

- Церква Св. Петка[mk][8]. Сьогодні богослужіння відбувається в церкві св. П'ять. Трохи нижче села Варвара стояла стара руїна церковна церква. П'ять. Близько 1900 року варвар Міалу, Галіо і Бошко побудували посеред села провінційну церкву з в'язальними штангами, покритими брудом. Пізніше, там же селяни побудували невелику церкву і присвятили її одному святому. У 1977 році церква була відновлена і фрескована Крсто Гоговським з села Непроштено, а 1978 року її освятив митрополит Полог-Кумановський пан Кирил.

- На дорозі до села Варвара є Марков Камен — самотній камінь у формі яйця висотою понад два метри з яким пов'язані місцеві легенди.